# ديانا فارينسكا
ديانا فارينسكا (مواليد 22 مارس 2001) هي لاعبة جمباز فني أوكرانية، مثلت أوكرانيا في الألعاب الأولمبية الصيفية 2020.

## وصلات خارجية
- ديانا فارينسكا على موقع الاتحاد الدولي للجمباز (licence) (الإنجليزية)
- ديانا فارينسكا على موقع الاتحاد الدولي للجمباز (biography) (الإنجليزية)
- ديانا فارينسكا على موقع أوليمبيديا (الإنجليزية)